# Eldred kontra Ashcroft
A 2003-as Eldred kontra Ashcroft perben az Amerikai Egyesült Államok Legfelsőbb bírósága az 1998-as Sonny Bono Copyright Term Extension Act (CTEA) nevű törvény alkotmánysértő voltát vizsgálta. A tárgyalás 2002. októberben volt, 2003. január 15-én pedig a bíróság 7–2 arányban úgy döntött, hogy a törvény nem alkotmánysértő.
A per alapja a CTEA döntés volt, amely visszamenőlegesen 20 évvel meghosszabbította a szerzői jog által védettséget biztosító időt, így a védelem a szerző élete alatt, valamint halála után 70 évig tartott. Az 1978. január 1. előtt létrehozott művek esetén, amelyek még mindig védve voltak 1998. október 27-én, az időtartam 95 év lett. (A berni egyezmény ezt az időtartamot 50 évben határozta meg, megengedve annak lehetőségét, hogy a tagállamai ennél hosszabb időt szabjanak meg.)
A per azt az irányzatot kívánta volna megállítani, hogy a szerzői jogi védettségi idő időtartama fokozatosan, visszamenőlegesen megváltoztatható legyen, és így egyrészt egy adott időszak alatt semmilyen mű nem válik közkinccsé, másrészt a művek jóval később nyerik el a szabad állapotot.